# Poros (pierre)
Pour les articles homonymes, voir Poros (homonymie).

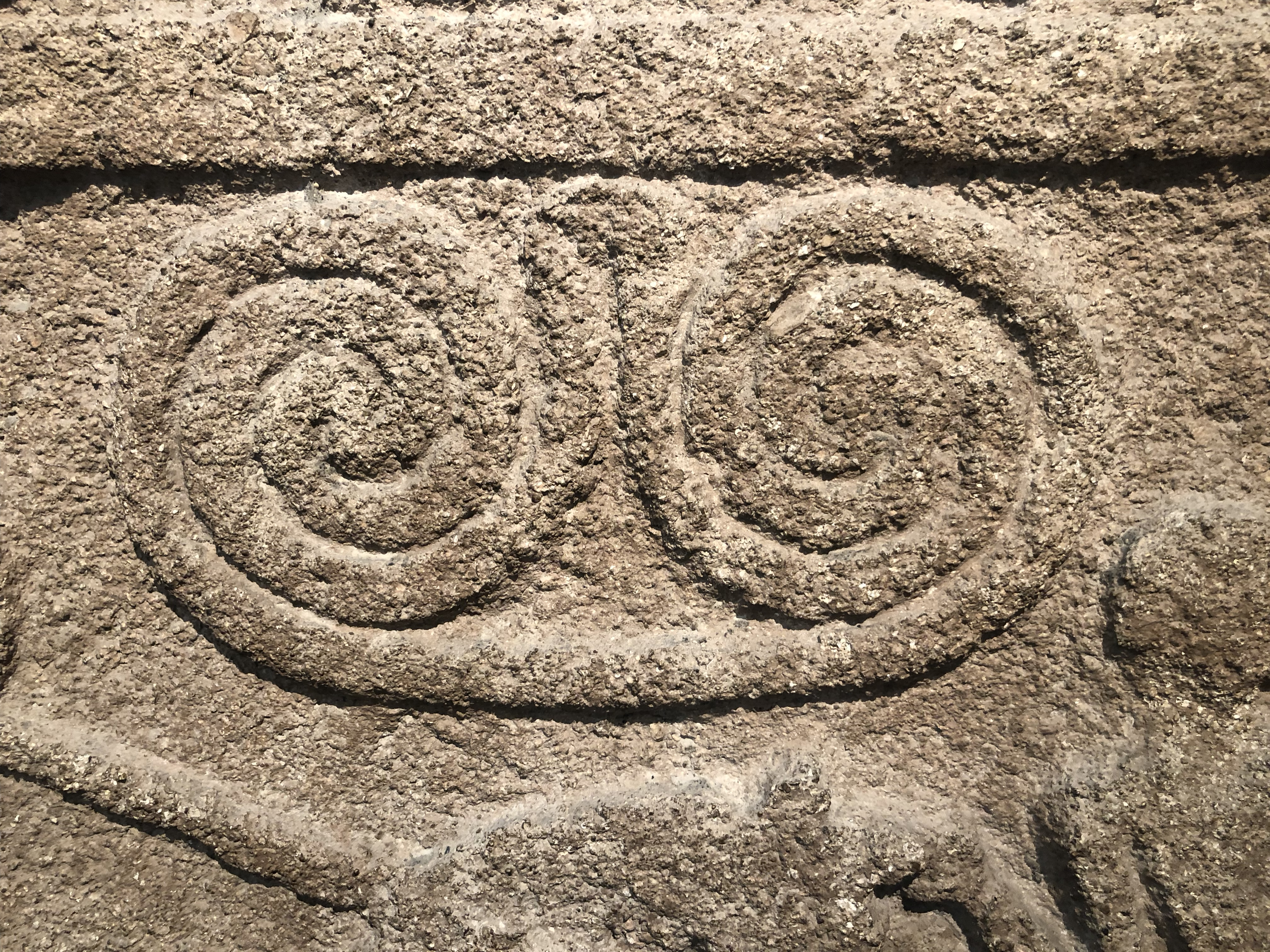
Stèle funéraire en poros. Mycènes (Péloponnèse, Grèce),

Le poros ou pôros (grec ancien : πῶρος / pôros) est une pierre de calcaire marneux léger et tendre, largement utilisée dans la construction et la statuaire de la Grèce antique.

## Définition
Il n'existe pas de définition précise du terme, bien que ses racines remontent à l'Antiquité, où il était utilisé pour désigner toute roche de construction tendre ou poreuse, quelle que soit son origine, principalement par opposition au marbre. Au XXe siècle, les archéologues ont continué à utiliser le terme de manière tout aussi vague : le poros incluait presque toutes les pierres claires qui n'étaient pas du marbre ou du calcaire dur.
La pierre de poros est l'une des principales formations du Néogène (Miocène ou Pliocène) en Grèce et se trouve en de nombreux endroits du Péloponnèse, ce qui en fait une pierre de construction courante dans cette région.
Même durci par l'exposition aux éléments, le poros se taille beaucoup plus facilement avec un outil tranchant qu'un calcaire ordinaire. Sa facilité de travail explique son utilisation fréquente comme pierre de construction, notamment pour les fondations et autres éléments architecturaux non visibles.

### Chez les auteurs anciens
Le terme πῶρος est attesté chez les auteurs anciens et, comme tel, traité dans les dictionnaires, comme le Dictionnaire grec-français d'Anatole Bailly, avec des références précises :
πῶρος, ου (ὁ), pierre poreuse :
1 sorte de tuf, Th. Lap. 7, 1 ||
2 concrétion de stalactite, Arstt. Meteor. 4, 10, 14 ||
3 marbre analogue à celui de Paros, mais moins compact, Paus. 5, 10, 2 ; 6, 19, 1 ||
Pierre Chantraine, dans son Dictionnaire étymologique de la langue grecque (1970), p. 972, ne donne pas plus de références pour πῶρος et indique que son étymologie est inconnue.
Le géographe grec Pausanias le Périégète utilise le terme « poros » pour décrire le matériau du temple de Zeus à Olympie, construit en calcaire coquillier local. Théophraste (et Pline l'Ancien, qui emprunte la description) le décrivent comme une variante moins dense du marbre de Paros. Hérodote oppose également le poros grossier au marbre fin.

### En archéologie
Le géologue américain Henry Stephens Washington (en), particulièrement intéressé par les études classiques, déclarait en 1923 :
« Un archéologue non pétrographe en Grèce ne s'égarera pas s'il appelle du nom de « poros » toute pierre de construction facile à tailler, finement granuleuse, jaune, crème clair ou grise, au lustre terne et quelque peu rugueuse, qui entre en effervescence avec de l'acide chlorhydrique dilué ou avec de l'acide acétique et laisse généralement un fin résidu boueux. »
H.S. Washington énonce les différences entre le poros et le calcaire ordinaire en décrivant le poros comme très finement arénacé ou marneux, le plus souvent d'une couleur crème pâle, également jaune clair ou gris clair, quelque peu granuleux, mais plutôt tendre et friable et facile à tailler au ciseau, surtout lorsqu'il est exposé pour la première fois dans la carrière, donc comme une roche similaire aux tufs volcaniques de la Campagne romaine dans cette dernière qualité, tout en n'ayant rien en commun autrement.
Hadjidakis, passant en revue les carrières anciennes, utilise le terme dans son sens ancien, pour désigner toute roche de faible densité, quelle que soit sa classification pétrographique.

## Sources et références
1. ↑  Rhodes 1987, p. 545.
2. 1 2 3 4 5  Washington 1923, p. 445.
3. 1 2  Frazer 1913, p. 503.
4. 1 2  Hadjidakis, Matarangas et Varti-Matarangas 2003, p. 274.
5. ↑  Frazer 1913, p. 502–503.